# Stratégie nationale de mobilisation de la biomasse
La stratégie nationale de mobilisation de la biomasse (SNMB) est une stratégie française découlant de l'application de la Loi relative à la transition énergétique pour la croissance verte du 17 août 2015 (LTECV), juridiquement annoncée le 26 février 2018  et mise en ligne le 16 mars 2018 (date d'entrée en vigueur). 
Elle a une dimension interministérielle et transversale forte (co-élaborée sous l'égide des « ministres chargés de l'agriculture, de la forêt, de l’environnement, de l’énergie, de la mer, de la construction et de l’industrie » et approuvée par eux et le Premier ministre. 
Elle participe à la volonté de développer une économie décarbonnée (non dépendante des énergies fossiles), plus circulaire et plus soutenable. Les objectifs nationaux de mobilisation de biomasse sont qualitatifs et quantitatifs. Pour cela elle identifie et promeut les bioénergies dans le respect des grands équilibres alimentaires, économiques et écologiques, toute en étant articulée avec d'autres cadres et dispositifs tels que le Plan National Forêt Bois (PNFB), le Plan National de Prévention et Gestion des Déchets (PNPGD), la Stratégie Nationale Économie Circulaire, la Stratégie nationale pour la bioéconomie ; et préciser dans quelle mesure chaque région pourrait participer aux objectifs nationaux d'équilibrage de l'offre et de la demande en biomasse-énergie.

Un rapport parlementaire (2016) de l'OPECST parle de transition vers une Bioéconomie.

## Histoire, calendrier et périmètre géographique
Le projet d'une stratégie est mentionné à l'article L. 211-8 du code de l'énergie et initiée par un décret en vigueur depuis le 20 aout 2016, signé le 19 aout 2016 après avis favorable de la Commission consultative d'évaluation des normes basé sur un projet de décret datant de 2016, soumis à consultation publique en 2016. La SNMB sera le cadre national des Schémas régionaux Biomasse prévus par la loi LTECV  et qui se construiront parallèlement (18 régions sont concernées dont la  Guadeloupe, Guyane, Martinique, La Réunion & Mayotte). 
Son processus de rédaction a été lancée le 3 mai 2016. 
Il s'inscrit dans les suites des grandes conférences internationales sur l'environnement et le climat (depuis Rio en juin 1992), des stratégies et législations européennes sur le climat et l'énergie, et en France dans la continuité de documents tels que les schémas de services collectifs de l'énergie et des Schémas régionaux climat air énergie (initiés par le Grenelle Environnement. Il fait notamment suite à un plan d’action national en faveur des énergies renouvelables pour la période 2009-2020 et la présentation des perspectives découlant de la nouvelle approche du paquet « énergie » présenté par la commission le 30 novembre 2016 (prévoyant un objectif de consommation finale brute d’énergies renouvelables à 27,4 Mtep en 2015. Mais seuls 48 % des objectifs de ce plan pour 2015 avaient été atteints pour l’électricité et 73 % pour la production de chaleur. Selon le rapport parlementaire d’information de 2016 de l’Assemblée nationale, ce retard serait principalement dû au « sous-dimensionnement » du fonds Chaleur de 2009 à 2014 et selon le CGDD (2016) aussi lié aux conditions climatiques de ces années, plus chaudes et qui ont eu un impact notable sur le niveau de consommation de biomasse solide pour le chauffage.
Le 29 décembre 2016, conformément à la loi, le directeur général de l’énergie et du climat a saisi l'Autorité environnementale du Conseil général de l'environnement et du développement durable (CGEDD) sur le projet de SNBM. Des compléments lui ont été donnés le 7 mars 2017 .
Le 22 mars 2017, l'Autorité environnementale (AE) dans son avis sur le projet de stratégie formule plusieurs remarques critiques et émet plusieurs recommandations. Elle rappelle aussi que ce document doit s’articuler et se mettre en cohérence avec une quinzaine de plans, programmes et documents d’orientations stratégiques (L'AE souhaitait notamment une meilleure articulation  entre la SNMB et la stratégie nationale de la bio-économie, au regard notamment de la mobilisation accrue de la biomasse et des possibles concurrences entre usages ; ex. : « L’Ae recommande de présenter plus en détail l’articulation envisagée entre la SNMB et la stratégie nationale de la bio-économie, au regard notamment de la mobilisation accrue de la biomasse et des possibles concurrences entre usages »),.

L'Autorité s'y interroge sur la méthode, les hypothèses, les postulats qui la sous-tendent, l'« absence de scénario de référence » et de scénarios prospectifs, ainsi que sur son opérationnalité en termes d'aptitude à déclencher une mobilisation supplémentaire de biomasse tout en garantissant la durabilité (notamment au regard des sols, de la biodiversité, des émissions de gaz à effet de serre), et tout en minimisant les concurrences entre usages (alimentaire, biocarburants, agriculture, matériaux, énergie…), le risque d'une surexploitation de la ressource ne semblant pas pouvoir être écarté, en conséquence de quoi « L’Ae recommande de confier à un conseil scientifique le soin de proposer une grille d’analyse permettant de faire le lien entre les indicateurs retenus et une appréciation des effets environnementaux de la SNMB ». 
Pour l'AE : « À défaut d’avoir prévu un mécanisme incitant en toutes circonstances à produire de manière durable l’énergie finale la moins carbonée, l’Ae recommande de compléter le dossier par une appréciation de la durabilité, en incluant au moins l’évolution du contenu carbone et des atteintes à la biodiversité, des productions prévues à partir de la biomasse selon les différentes filières mobilisées », en s'appuyant sur un conseil scientifique et technique (annoncé dans un mémoire en réponse, comme « en cours de constitution (...) pour mieux fonder et partager les évaluations des potentiels de biomasse mobilisables et la connaissance des flux actuels). Pour appréhender l’ensemble des effets environnementaux de la mobilisation de la biomasse il sera encore nécessaire de réunir des expertises diversifiées et de produire de nouvelles connaissances, notamment sur des domaines comme les analyses de cycle de vie, l’agronomie, la pédologie, la foresterie, la biodiversité, le climat, qui sont autant de domaines scientifiques très actifs. » (en 2017). Il devrait être installé au sein de l'Observatoire national de la ressource en biomasse. 
À la suite de cet avis, dans une version V2, la SNMB a inclus de nouveaux détails sur « le choix opéré de satisfaire en priorité la demande nationale par des ressources nationales, sans exclure toutefois le recours transitoire aux importations », avec en outre un « chiffrage du niveau potentiel d’importations nécessaires à l’atteinte des objectifs nationaux » (dans le chapitre D). 
Une EES (évaluation environnementale stratégique) a porté sur le projet de SNMB, conclue par un rapport d'évaluation rendu en décembre 2016, et suivie de quelques modifications du texte (ajout de 3 recommandations supplémentaires concernant les cultures pérennes et les CIVEs, page 3/9 de l'avis).
En mai 2017, le projet de SNMB est mis en consultation (sur le site du ministère de l'Environnement) et jusqu'au 9 juin 2017.

## Révisions
La stratégie sera périodiquement révisée « au plus tard un an après chaque révision de la programmation pluriannuelle de l'énergie mentionnée à l’article L. 141-1 du code de l'énergie », le projet de décret précisait que chaque révision prenne en compte « le contenu des schémas régionaux biomasse, dans l’état existant durant la première phase des travaux techniques engagés en vue de cette révision », précision qui ne figure plus dans le texte final.

## Objectifs & orientations
C'est un document national programmatique non prescriptif (document d'orientation, de recommandations et d'action et planification) d'actions nationales visant un développement équilibré et cohérent de filières coexistantes (et parfois concurrentes) de production et de valorisation énergétique de la biomasse, notamment à vocation énergétique, « en vue de développer la production de biomasse, au sens de l'article L. 211-2, et d'augmenter sa mobilisation, notamment pour l'approvisionnement des installations de production d'énergie, tout en veillant à une bonne articulation de ses usages et à l'atténuation du changement climatique ».
Ce sera un guide pour l'action publique, facilitateur d'une cohérence inter-régions des propositions opérationnelles des schémas régionaux biomasse (qui se préparent dans toutes les régions). Elle doit permettre d’éviter la surexploitation ou les conflits pour certains gisements (y compris avec les pays voisins) ; elle vise la complémentarité avec d’autres plans et programmes stratégiques nationaux ou territoriaux pour à terme atteindre les objectifs énergétiques définis par la PPE (économies d’énergie et substitution d’énergies carbonées non renouvelables par des énergies propres, sûres et renouvelables).
Elle apporte des éléments de pilotage et gouvernance pour atteinte de ses objectifs et le cas échéant de prendre des mesures
complémentaires ou rectificatrices. Pour cela :

- « Elle identifie les efforts d'amélioration des connaissances à réaliser concernant la biomasse mobilisable et le développement de ses usages non alimentaires ».

- « Elle prend en compte les orientations, objectifs et indicateurs des schémas régionaux biomasse mentionnés à l'article L. 222-3-1 du code de l'environnement »).
Selon le décret de 2016, il s'agit donc notamment de 
- mieux connaître le gisement de biomasse (y compris pour ses usages non-alimentaires) ;
- mieux mobiliser et valoriser ces ressources au service de la production d'énergie (sans les surexploiter) ;
- approvisionner les installations de production d'énergie ;

## Contenu
La stratégie comprendra 9 éléments qui sont :
1. Une estimation - à la date de l'établissement de la stratégie - 
 «- de la production des catégories[19] de biomasse susceptible d'avoir un usage énergétique et de leur mobilisation ;
 «- de l'utilisation de la biomasse pour des usages énergétiques et non énergétiques ; 
 «- des quantités de biomasse qui sont importées et exportées ;
2. une liste de bonnes pratiques et des points de vigilance sur la durabilité des filières (production et exploitation)
3. Une estimation des « quantités de biomasse nécessaires pour satisfaire l'ensemble de ses usages énergétiques et de l'évolution des besoins des filières non énergétiques utilisatrices de biomasse susceptible d'avoir un usage énergétique. 
« Pour les échéances des périodes définies par la programmation pluriannuelle de l'énergie mentionnée à l'article L. 141-4, cette estimation est reprise de la programmation et prend en compte les objectifs de production d'énergie renouvelable et d'atténuation du changement climatique fixés à l'article L. 100-4 » ;
4. Un « récapitulatif des politiques et mesures sectorielles nationales ou communautaires ayant un impact sur l'évolution des ressources de biomasse non alimentaire, sur leur mobilisation et sur la demande en biomasse non alimentaire »
5. Une évaluation quantitative de toutes les ressources de biomasse-énergie mobilisables aux « échéances mentionnées à l'article D. 211-1 » [20], « compte tenu des leviers et contraintes technico-économiques, sociales et environnementales » ; « les ressources prises en compte pour cette évaluation comprennent l'ensemble des catégories de biomasse susceptible d'avoir un usage énergétique »
6. « Des objectifs de production et de mobilisation des ressources de biomasse susceptible d'avoir un usage énergétique, aux échéances considérées, assortis de trajectoires de développement et déclinés par région. 
« Pour le secteur forestier, aux échéances considérées par le programme national de la forêt et du bois mentionné à l'article L. 121-2-2 du code forestier, les objectifs mentionnés au précédent alinéa sont ceux fixés par ce programme ; pour la filière biomasse issue des déchets, aux échéances considérées par le plan national de prévention et de gestion des déchets mentionné à l'article L. 541-11 du code de l'environnement, ils sont ceux fixés par ce plan »[17] ;
7. « Les mesures complémentaires nécessaires pour atteindre les objectifs définis au 6° »[17] ;
8. « Une évaluation des importations de biomasse nécessaires pour satisfaire les besoins mentionnés au 3°, compte tenu des objectifs définis au 6° »[17] ;
9. « Les modalités d'évaluation et de suivi de sa mise en œuvre, comprenant la mise en place d'indicateurs, ainsi que les dispositions permettant de garantir l'atteinte des objectifs fixés, notamment les conditions de mise en œuvre des mesures mentionnées au 7° »[17].

## Modalités de mise en œuvre
Les unités de mesure et modalité de conversion à prendre en compte : le décret dispose que la stratégie nationale précisera les unités à utiliser pour qualifier les catégories de biomasse susceptible d'avoir un usage énergétique. De même pour les facteurs de conversion entre unités utilisées pour une même catégorie de biomasse.
 Prise en compte plusieurs documents relatifs à la filière bois :  La loi LTECV demande que cette stratégie prenne en compte :
- le volet forestier du Programme National de la Forêt et du Bois (PNFB) (prévu par la LAAAF, et qui a été arrêté  - après évaluation environnementale et enquête publique - par un décret en février 2017), sachant que les objectifs de récolte supplémentaire du PNFB sont de + 12 Mm3/an à l'horizon 2026.
- les Plans Régionaux de la Forêt et du Bois (PRFB) (aussi prévus par la LAAAF, et devant décliner en région le PNFB dans les deux ans suivant la publication du décret adoptant le PNFB (avec lequel ils devront être cohérents).
- le contrat stratégique de filière signé[22] en 2014 pour 3 ans (et sans doute renouvelable), visant une complémentarité des usages (matériaux et énergétiques) du bois ;
- le rapport de la mission Innovation 2025 (qui devrait produire en avril 2016 une « feuille de route de développement de la compétitivité de la filière », susceptible d'être soutenue par le PIA3.

Cohérences demandées :
Le législateur demande aussi une cohérence entre cette stratégie et :
- Le Plan national d'adaptation au changement climatique (PNACC) ;
- La Stratégie nationale pour la bioéconomie (en préparation pilotée par le MAAF au moment du vote de la loi[23])
- La Stratégie nationale de transition vers l'économie circulaire [24] ;
- Le Plan national de prévention des déchets (notamment pour son volet matériau bois et pour coordonner « la gestion des déchets de bois et des produits dérivés du bois » et favorise sa réutilisation « sous forme de matières premières» ; ce plan doit être juridiquement « pris en compte »  par les Schémas régionaux biomasse. Il doit reprendre le Plan déchets bois du Comité Stratégique de la Filière Bois[25] prévu pour la fin 2016[26] ;
- La Stratégie nationale pour la biodiversité ;
- La Stratégie Nationale de Transition Écologique vers un Développement Durable.

## Évaluation
La stratégie fixera des conditions de suivi et d'évaluation des orientations et recommandations envisagées.
En 2024, avant la publication du projet de programmation pluriannuelle de l'énergie, un rapport interministériel, conjointement produit par l'IGEDD, le CGAAER et le Conseil général de l'environnement et du développement durable a considéré que le bouclage biomasse à usage énergétique était surestimé. Ce rapport estime que l'équilibre entre l'offre (bois-énergie notamment) et la demande en biomasse-énergie est irréalisable.
En 2025, un rapport de la Cour des comptes remet en cause l’efficience des aides publiques accordées à la méthanisation (au moins 24,5 milliards d’euros) qui ont surtout profité à la méthanisation « agricole » (1 911 unités, 12 TWh de production, dont 9,1 TWh de biométhane injecté, soit 2,5 % de la consommation de gaz), tout en reconnaissant que ces soutiens ont contribué au développement d'une énergie renouvelable aux bénéfices environnementaux et à la gestion des déchets.
Selon la Cour, ces soutiens ont parfois (pour les contrats signés avant 2020) engendré des « rentabilités excessives », ils n'auraient pas assez tenu compte d'une probable future baisse de la consommation de gaz naturel, ni des tensions sur la disponibilité de la biomasse. La Cour suggère de mieux évaluer les co-bénéfices et la pertinence du maintien du soutien à la cogénération ; et — avec les gestionnaires de réseaux — d'approfondir la prospective sur le mix énergétique. La Cour doute aussi de l'intérêt du certificat de production de biogaz, qui — sans mobiliser de nouveaux fonds publics — pourrait faire supporter aux consommateurs le surcoût de production et modifier la structure de la filière au détriment du partage de la valeur avec les agriculteurs.

## Contexte énergétique français
En 2009 (hors biocarburants et combustion de déchets urbains) la biomasse a fourni environ 9,6 Mtep, essentiellement via le bois énergie (9,1 Mtep en bois-énergie dont 6,6 Mtep en bois « domestique »), le biogaz/biométhane ne comptant que pour 0,5 Mtep environ.
Vers 2010, la biomasse est la première source d'énergie renouvelable en France (54,2 % en 2014), devant l'énergie hydraulique (24,3 %).

## Contexte européen
Objectifs européens :  La transition énergétique associe des économies d'énergie et une décarbonation de l'énergie et de l'économie. Le paquet énergie-climat vise un objectif de réduction par 4 (« facteur 4») des émissions de gaz à effet de serre avant 2050 avec des paliers intermédiaires :  « 3 fois 20 » pour 2020. En 2016, un nouveau « paquet climat 2030 » (socle de négociation de l’Union européenne à la COP 21 vise 40 % de réduction des gaz à effet de serre (GES) ; part des ENR (énergies renouvelables) à 27 % des consommations finales ; amélioration de l’efficacité énergétique de 27 % au moins (repris en France par la loi relative à la transition énergétique pour la croissance verte (du 17 août 2015).
Résultats : En décembre 2005 la biomasse représentait « environ la moitié de l'énergie renouvelable consommée dans l'UE » (Le chiffre est de 44 % selon la «méthode de la substitution» et de 65 % selon l'approche «classique» ) ; C'est 4 % du total des besoins énergétiques de l’UE. 

Cette même année la Commission européenne s'est doté d'un « Plan d’action dans le domaine de la biomasse » (EU biomass action plan), et elle a produit plusieurs études et textes sur la « biomasse soutenable » (Sustainable biomass),,. 
La Tchéquie dispose d'un « Biomass Action Plan for the Czech Republic » s'appuyant sur des Biorégions (qui sont des régions où au moins 1/3 de l'énergie nécessaire au chauffage et à l'électricité provient de ressources régionales et de sources d'énergie durables, ainsi que des critères de soutenabilité (recommandés, non contraignants) pour les installations d'énergie d'1 MW ou plus (de chaleur thermique ou d'énergie électrique),,. 
 Ces critères sont : 
1. Interdire les biomasses provenant de terrains convertis à partir de forêts ou d'autres zones à haute teneur en carbone, ainsi que de zones à haute-biodiversité ;
2. les biocarburants doivent émettre au moins 35 % de gaz à effet de serre (GES) en moins que les combustibles fossiles (calcul à faire pour le cycle de vie (culture + transformation + transport, etc.).  Pour les installations nouvelles l'Europe recommande que cet abattement d'émission de GES passe ensuite à 50 % (en 2017) et de 60 % (dès 2018) pour contribuer à l'atteinte des objectifs du 3x20 ;
3. les soutiens nationaux aux biocarburants doivent être orientés vers les installations hautement efficaces ;
4. Encourager une traçabilité de toute la biomasse consommée dans l'UE (en tant que condition de leur durabilité).

La Commission estimait en 2006 pouvoir dans ces conditions doubler son recours à la biomasse (moyenne pour tous les pays).
Le Royaume-Uni a de son côté publié en 2005, avec 12 mesures (publiées en 2006) (validé en 2012 ?) un « Biomass Action Plan » et une stratégie Nationale pour la bioénergie, avec trois priorités :
1. soutenabilité des bioénergies (qui doivent contribuer à réduire les émissions de GES et être porteuses de bénéfices sociaux et économiques et environnementaux) ;
2. absence d’impacts sur la biodiversité ou la disponibilité d’aliments ;
3. valorisation de déchets organiques en bioénergie ;

Le pays s'est ensuite doté d'une stratégie nationale (UK Biomass Strategy)

## Accompagnement par la Recherche et le Développement
En mai 2017, en réponse à une remarque de l'Autorité environnementale, les ministères chargés de la stratégie reconnaissent que la connaissance est encore incomplète et citent comme outils au service de la R&d deux Appels à projets de recherches, notamment pilotés par l’ADEME : 
1. AAP GRAINE, (Gérer, produire, valoriser les biomasses : pour une bioéconomie au service de la transition écologique et énergétique)

soutien à des projets d’une durée maximale de   (36 mois), avec des aides de l’ordre de 45 000 à 400 000 € HT par projet.
1. AAP REACCTIF (REcherche sur l’Atténuation du Changement ClimaTique par l'agrIculture et la Forêt) ; soutien à des projets de recherche d’une durée maximale de 3 ans, avec des aides de l’ordre de 40 000 à 200 000 € HT par projet.

### SNMB (la stratégie nationale de mobilisation de la biomasse)
- 1ère SNMB (mars 2018)

### Réglementation
- Décret no 2016-1134 du 19 août 2016 relatif à la stratégie nationale de mobilisation de la biomasse et aux schémas régionaux biomasse , publié au JORF no 0194 du 21 août 2016.
- Arrêté du 26 février 2018 (Légifrance) portant publication de la SNMB
- Stratégie nationale de mobilisation de la biomasse (SNMB)  (pdf - 3,93 Mo).

### Éléments du projet de stratégie
- projet de stratégie, modifié à la suite de l’avis de l’autorité environnementale (pdf - 6,3 Mo - mis en ligne 09/05/2017);
- rapport d’évaluation environnementale stratégique du projet de SNMB & résumé non-technique (318,9 ko - mis en ligne 09/05/2017) ;
- avis de l’autorité environnementale(format pdf - 7,8 Mo - mis en ligne 09/05/2017) et mémoire en réponse.(7,8 Mo - mis en ligne 09/05/2017)

### Rapports parlementaires
- OPECST (2016) De la biomasse à la bioéconomie : une stratégie pour la France (rapport de l'Office parlementaire d'évaluation des choix scientifiques et technologiques) ; déposé le 10 février 2016 ; rapporteurs MM. Roland Courteau et Bruno Sido (PDF ; 16 Moctets)
- Sénat (2004) « Les conséquences des modes d'appropriation du vivant » (Rapport parlementaire no 1487 Assemblée nationale et no 235 Sénat du 3 mars 2004 ) de M. Alain Claeys, député.
- Assemblées parlementaires (1997) « Les perspectives de développement des productions agricoles à usage non alimentaire » (Rapport parlementaire no 3345 Assemblée nationale et no 223 Sénat du 19 février 1997) de M. Robert Galley, député.
- Sénat (2013)  « Conditions de la réalisation du potentiel de la biomasse-énergie en France » et « Biogaz et méthanisation comme ressource économique et substitut au gaz », deux tables rondes conjointes de la commission du développement durable et de la commission des affaires économiques du Sénat : Sénat, comptes rendus de la commission du développement durable (2 octobre 2013).
- Assemblée nationale (2013) « La biomasse au service du développement durable », Rapport d'information de M. François-Michel Lambert et Mme Sophie Rohfritsch, députés, au nom de la commission du développement durable et de l'aménagement du territoire, Assemblée nationale, no 1169 du 19 juin 2013.
- Alexandre S & al. (2012) « Les usages non-alimentaires de la biomasse », rapport de Mme Sylvie Alexandre, MM. Jean Gault, André-Jean Guérin, Étienne Lefebvre, Mme Catherine de Menthière, MM. Pierre Rathouis, Pierre-Henri Texier, Henri-Luc Thibault, Xavier Toussaint, Ingénieurs généraux des Ponts, des Eaux et des Forêts et Christophe Attali, Ingénieur général des Mines, à la demande du ministère de l'écologie, du développement durable et de l'énergie, du ministère de l'agriculture, de l'agroalimentaire et de la forêt et du ministère du redressement productif (septembre 2012).